# 龜鹿二仙膠
龜鹿二仙膠又稱龜鹿二仙膏，是一種以龜板和鹿角作為主要原料的中藥製劑，作用為強健筋骨，補氣、生精髓的藥方，並具有補充骨骼「鈣」不足，防止骨質疏鬆症。

## 组成
龜板、鹿角、枸杞、人參。

## 主治
腎陰陽兩虛，任督精血不足，症狀全身瘦弱，遺精或陽痿，兩眼常昏花，腰膝會痠軟。 

## 應用
長高
壮阳

## 功效
龜鹿二仙膠具有廣泛的療效，具有補氣、補血，臨床上可應用於：生精，強化身體與骨骼。

## 注意
脾胃虚弱者忌用。

## 外部連結
- 淺談龜鹿二仙膠（页面存档备份，存于） - 高醫醫訊月刊 第二十九卷第 八期
- 我該吃龜鹿二仙膠嗎？（页面存档备份，存于） - 康健雜誌162期
- 龜鹿二仙膠 中藥方劑圖像數據庫 (香港浸會大學中醫藥學院) （中文）（英文）